# Centrelus nigrescens
Centrelus nigrescens är en mångfotingart som först beskrevs av Chamberlin 1923.  Centrelus nigrescens ingår i släktet Centrelus och familjen Atopetholidae. Inga underarter finns listade i Catalogue of Life.